# نخستین درس توابع حقیقی
نخستین درس توابع حقیقی نسخهٔ ویراستهٔ یکی از تک‌نگاشت‌های ریاضیاتی کاروس در مورد آنالیز حقیقی است. این کتاب توسط را رالف فیلیپ بواس نوشته و پسرش هارولد بواس آن را روزآمد کرده‌است.  این کتاب با ترجمهٔ کاوه لاجوردی از سوی نشر علمی و فرهنگی منتشر شده‌است.